# جهاد بحري
الجهاد البحري الإسلامي كما تُطلق المراجع الإسلامية عليه، ويُعرف في المراجع الغربية بـ قرصنة البربر، هي العمليات البحرية الحربية المنظمة التي كان يرعاها قادة الدولة العثمانية وجمهورية أبي رقراق والدولة المملوكية والدولة الحفصية، والتي قام بها المسلمون ضد سواحل أو سفن الدول الأوروبية التي اعتبروها حرباً مقدسة ضد المسيحية، خلال القرن السادس عشر إلى أوائل القرن التاسع عشر في المناطق الغربية للبحر الأبيض المتوسط  وعلى طول سواحل المحيط الأطلسي الأوروبية والأفريقية. كانت قواعد انطلاقهم منتشرة على طول سواحل شمال أفريقيا ولا سيما مدن تونس وطرابلس والجزائر وال‍مغ‍رب وسلا وموائي أخرى بالمغرب وكانت هذه المنطقة معروفة في المصادر التاريخية الأوروبية باسم الساحل البربري.
كان هدف ما أطلق عليه المسلمون الجهاد البحري الإسلامي هو الجهاد في سبيل الله بالبحر، وكثيرًا ما ارتبطت عملياتهم بإنقاذ مسلمي الأندلس من محاكم التفتيش، كردة فعل على ما يقوم به الإسبان بحق المسلمين  وهو ذات الاضطهاد وممارسات محاكم التفتيش الذي تعرض لها يهود إسبانيا والذين سبق أن عاشوا عصراً ذهبياً من الازدهار الثقافي خلال الحكم الإسلامي ولكن واجهت كلتا المجموعتان الاضطهاد على يد ملوك الكاثوليك بعدما أصبحتا من الأقليات الدينية في البلاد. وتعتبر بعض المصادر الإسلامية ممارساتهم بالهمجية مثل حادثة نبش قُبُور الْأَمْوَات وإحراقها لما استولى الإسبان على «حجر باديس» شمال المغرب، فكان المجاهدون البحريون يقومون في المقابل بمهاجمة السفن التي كانت تنقل الجنود والبضائع. وفي المقابل تعد المصادر التاريخية الأوروبية هذه العمليات شكلًا من أشكال القرصنة وأن هدفهم كان في الغالب هو الاستيلاء على السفن لنيل الغنائم والأموال والعبيد.
كان كلا من بحرية الدولة العثمانية والبحرية الإسبانية والقراصنة من الطرفين يعتبر غزو سفن الطرف الآخر من الواجبات الدينية والقربات المشروعة.

## البداية

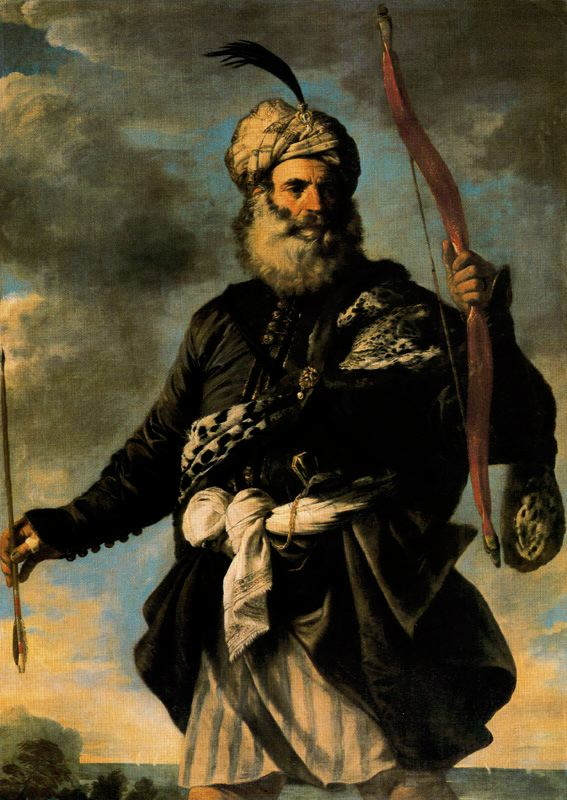
قُرصان بَربَري، بريشة بيير فرانشيسكو مولا، 1650. متحف اللوفر.

اتحد الرياس البربر مع الرياس الأتراك وغدت البحرية العثمانية قوة ضاربة يُحسب حسابها. في بادئ الأمر وجّه رياس البحر اهتمامهم بالدرجة الأولى لإنقاذ المسلمين من ظلم الإسبان، والقضاء على التجارة الإسبانية، وضرب سواحلها وإلحاق الضرر بها. فكلل الرياس الجزائريون تلك المهمة الجهادية بالنصر والنجاح.
كان الرياس يتسارعون إلى تلبية إرادة السلطان العثماني في كافة الحروب التي خاضها، مثل حرب مالطة وتونس ولبيناتو. فعلى سبيل المثال، كان أمير البحر عروج بربروس مُقربًا من الأمير العثماني قورقود  الذي دفعه إلى الذهاب إلى شمال إفريقيا للإطلاع على أحوال المسلمين،  ثم أصبح عروج رئيسًا للأسطول المملوكي لفترة، ثم ذهب لدولة الحفصيين في تونس، ولاحقًا ضم البلاد التي فتحها للدولة العثمانية.
ذكر دي جراممونت (de Grammont) «لقد كذّب مؤسسو الأسطول الجزائري الشائعات والتهم التي أطلقها عليهم البعض حينما وصفوهم بلصوص البحر». فمصدر هذه الشائعات الكاذبة جاءت من المؤرخين الإسبانيين، فاعتمد بقية المؤرخين على ما كتبه المؤرخين الإسبان.

### القرن 15
في القرن 15، فتحت العمارة (البحرية) العثمانية ميناء «آق كرمان» (تقع حاليا في أوكرانيا)،  ثم فُتحت جزر اليونان، ثم حاصروا رودس التي كانت مركز فرسان رودس.
وفي أواخر القرن 15، اجتهد البابا اسكندر السادس (بورجيا) وملك نابولي ودوق ميلانو وجمهورية فلورنسا في محالفة الدولة العثمانية والاستعانة بسفنها البحرية في حروبها، ففتح السلطان مدينة ليبانت بريا بكل سهولة بعد انتصار البحرية العثمانية على سفن البنادقة في خليج ليبانت.

### القرن 16
أدى اشتداد ضراوة الصراع ما بين القوى المسيحية الإسلامية على ساحتي شبه الجزيرة الإيبرية وشمال أفريقيا منذ مطلع القرن السادس عشر  في نهاية المطاف إلى وقوع مجموعة من الأحداث المتتالية خلال سبعينات القرن السادس عشر التي أدت إلى تنامي النقمة المتبادلة بين المورو وفئات عدة من المجتمع الإسباني ما أدى إلى ثورة البشرات التي استطاع الإسبان سحقها بقوة، ومن ناحية أخرى استطاع الموريسك التعاون والتنسيق مع حلفائهم من ملوك ونبلاء فرنسا البروتستانتيون حيث اتحدث الأقليتان لاشتراكهما في التعرض للاضطهاد الديني على يد الأغلبية الكاثوليكية في إسبانيا وفرنسا. ووتواصل هذا التنسيق الإسلامي البروتسانتي إلى عهد هنري الرابع ملك فرنسا أوائل القرن السابع عشر الذي كان بروتستانتي التنشئة ومن أبرز من كان المورو قد سعوا للتنسيق معهم فبعد أن أرسل مورو بلنسية بمذكرة عام 1602 قام هو الأخير بإرسال مُكلف حكومي للاتصال معهم سراً والتعرف على أوضاعهم. وقد هيمن في مجال الاهتمام لدى الإسبان تزايد القوة الإسلامية في حوض المتوسط ولاسيما الأتراك التي قاموا بغزو طرابلس وفقد الإسبان معظم مواقعهم في شمال أفريقيا. وانتعشت قوة الأمازيغ في الغرب الأقصى فقاموا بعدد من عمليات الإنزال والهجمات على السفن وقاموا بالتنسيق مع المورو الذين يساعدونهم ويلتحقون بهم ليعبروا البحر باتجاه سواحل جنوب المتوسط التي كانت معاقل انطلقا هجماتهم البحرية.
فتحت البحرية العثمانية جزيرة رودس.
في أثناء الحروب العثمانية في أوروبا، اتحدت بحرية شارلكان ملك إسبانيا وإيطاليا وأرشيدوق النمسا ورأس الإمبراطورية الرومانية المقدسة مع سفن الدولة البابوية بقصد محاربة العثمانيين من جهة البحر، فاحتلوا موانئ من بلاد المورة بعد قتل من كان بها من الجنود الإنكشارية وتدمير القلعتين اللتين أقامهما السلطان بايزيد الثاني على ضفتي خليج ليبانت ببلاد اليونان،  ومن ثم تهديد الجزر العثمانية.
فتح خير الدين باشا إقليمي الجزائر وتونس. ثم استمر في غزو سفن الإفرنج والنزول علي بعض شواطئ إيطاليا وفرنسا وإسبانيا وغنم الأموال والأهالي، إلى أن تحالف السلطان سليمان القانوني مع فرنسا، فتحول خير الدين باشا إلى شواطئ إسبانيا وانتقم من أهلها على مارتكبوه من الفظائع مع المسلمين بعد سقوط غرناطة والأندلس.
وبسبب تهديد البحرية البرتغالية التي التفت في المحيط الهندي جنوب جزيرة العرب، فتحت البحرية العثمانية تحت إمرة والي مصر سليمان باشا مدائن عدن ومسقط وحاصرت جزيرة هرمز، ثم سواحل كوجرات في شمال غرب الهند وفتح أغلب الحصون التي أقامها البرتغاليون، ثم فتحت باقي اليمن وجعلته ولاية عثمانية.
استعان ملك فرنسا هنري الثاني بالبحرية العثمانية، التي اشتركت مع البحرية الفرنسية في فتح سواحل إسبانيا وإيطاليا ضد الإمبراطور شارلكان بعد إبرام معاهدة في 1 فبراير 1553م التي كانت بعض بنودها بحسب ترجمة مجموعة وثائق البارون دي تستا: «أن تصبح كل السفن الأسيرة ملكا للسلطان سليمان القانوني»، و«تكون المدن التي تتغلب عليها تلك السفن غنيمة للعثمانيين بجميع سكانها، بينما تعود ملكية تلك المدن المفتوحة وأسلحتها ومدافعها وحيواناتها ومتعلقاتها ملكاً لملك فرنسا هنري الثاني» و«إذا أمر ملك فرنسا البحرية العثمانية أن تحارب على سواحل شارل ملك النمسا، فتقوم البحرية العثمانية بذلك بلا مقابل وتكون الغنائم الحربية والمؤن والمدن التي تفتحها البحرية العثمانية ملكاً لملك فرنسا، أما الأسرى فيُسلمون للعثمانيين».
فتحت البحرية العثمانية جزيرة كورسيكا وجزيرة صقلية ثم جزيرة كريت وبعض المدن على البحر الأدرياتيكي. فاستعانت إيطاليا بإسبانيا والبابا وانتصروا بحريا علي السفن العثمانية في 7 أكتوبر 1571م في معركة ليبانت البحرية. وخطب البابا في الكنيسة وشكر ابن شارلكان الذي كان أميرا على السفن المسيحية بانتصاره على السفن الإسلامية. وسارت السفن الإسبانية واحتلت مدينة تونس.
بعد معركة ليبانت البحرية، فتحت البحرية العثمانية جزيرة قبرص.

### القرن 17
فتحت البحرية العثمانية جزيرة كريت بعد هجوم سفن فرسان مالطة ومحاولتهم أسر ابن السلطان إبراهيم خان الأول.
تغلبت سفن جمهورية البندقية على البحرية العثمانية عند مدخل مضيق الدردنيل واحتلت جزيرة تنيدوس ولمنوس وغيرهما ومنعت سفن القمح والمأكولات من الوصول إلى اسطنبول من هذا الطريق حتى غلت الأسعار وانعدم الأمن والسكينة.
أُرسلت سفن البحرية العثمانية عام 1657م لمحاربة سفن جمهورية البندقية عند مدخل مضيق الدردنيل فاستردت منهم ما احتلوه من الثغور والجزر.

### القرن 18
عمل رسل روسيا على إثارة الناس في بلاد المورة، حتى إذا استعد الأهالي للثورة خرجت بعض السفن الروسية من بحر البلطيق متجهة إلى بلاد اليونان بعد الاستيلاء على كورون لتشجيع الناس على العصيان، إلا أن السفن العثمانية التقت بهم وهزمتهم. تتبعت سفينتان «حرّاقتان» روسيتان السفن العثمانية التي رجعت إلى ميناء جشمة في الغرب من إزمير، فظن العثمانيون أنهم يودون الانضمام إليهم ففتحوا لهم الميناء، فبمجرد دخولهم ألقوا النيران علي السفن العثمانية فاحترقت باشتعال ماكان بها من البارود في 5 يوليو 1770م.
بعدها، قصد أمير البحر الروسي «الفنستون» الهجوم على إسطنبول لعدم وجود سفن عثمانية تمنعه من المرور في مضيق الدردنيل، لكنه فضّل احتلال جزيرة لمنوس لجعلها مركزا لهم فحاصرها، ولكن العثمانيين حولوا بعض السفن التجارية إلى حربية وحصنوا مضيق الدردنيل ببناء قلاع على ضفتيه وتحصينها بالمدافع الضخمة بسرعة غير معهودة، فاستحال المرور من مضيق الدردنيل،  فهاجم القبطان حسن بك سفن الروس المحاصرة لجزيرة لمنوس سنة 1771م وأجلاهم عن الحصار.

## الخروج إلى المحيطات
من الحوادث المشهورة في القرن 16 التي تؤكد خروج البحارة العثمانيين إلى المحيطات، خروج القبطان مراد رايس (الأكبر) عام 1585 وإبحاره عبر مضبق جبل طارق ثم الوصول إلى عدة جزر من مجموعة جزر الكناري، كما استطاع إلقاء القبض على الحاكم الإسباني في جزيرة لانزاروت (بالإنجليزية: Lanzarote) مع عائلته و 300 شخص من الجزيرة، ثم أطلق سراحه فيما بعد، بعد أن وقع اتفاقية معه ودفع فديته.
هناك حوادث أخرى مشهورة في القرن 16 تظهر خروج العثمانيين إلى المحيطات مثل:
- فتح جزيرة لوندي في جنوب بريطانيا العظمى ضمن خليج بريستول عام 1625م. وبقيت عدة سنوات حتى تم توقيع معاهدة.
- مهاجمة سواحل الدانمارك سنة 1627م بقيادة القبطان مراد رايس (الأصغر) ، ثم التوجه إلى آيسلاندا، ثم ميناء هايمي.
- الهجوم على السواحل البريطانية، وخاصة خلال السنوات من 1619-1621م، مثل: «مارتلاند بونينت» و«بليموث هاف».
- الهجوم على الجزر البريطانية، مثل: الدونز، الدرشت، كرفوول وديفون والمقاطعات حولها.
- الهجوم على بلتيمور 1631م.
- الوصول إلى جزيرة نيوفوندلاند الواقعة في كندا حاليا، مما يعكس جرأة في تاريخ الأعمال البحرية.[وفقًا لِمَن؟]
- استمرت الأعمال في المياه الإنكليزية حتي 1700م.[12]

## تجارة العبيد غرب المتوسط

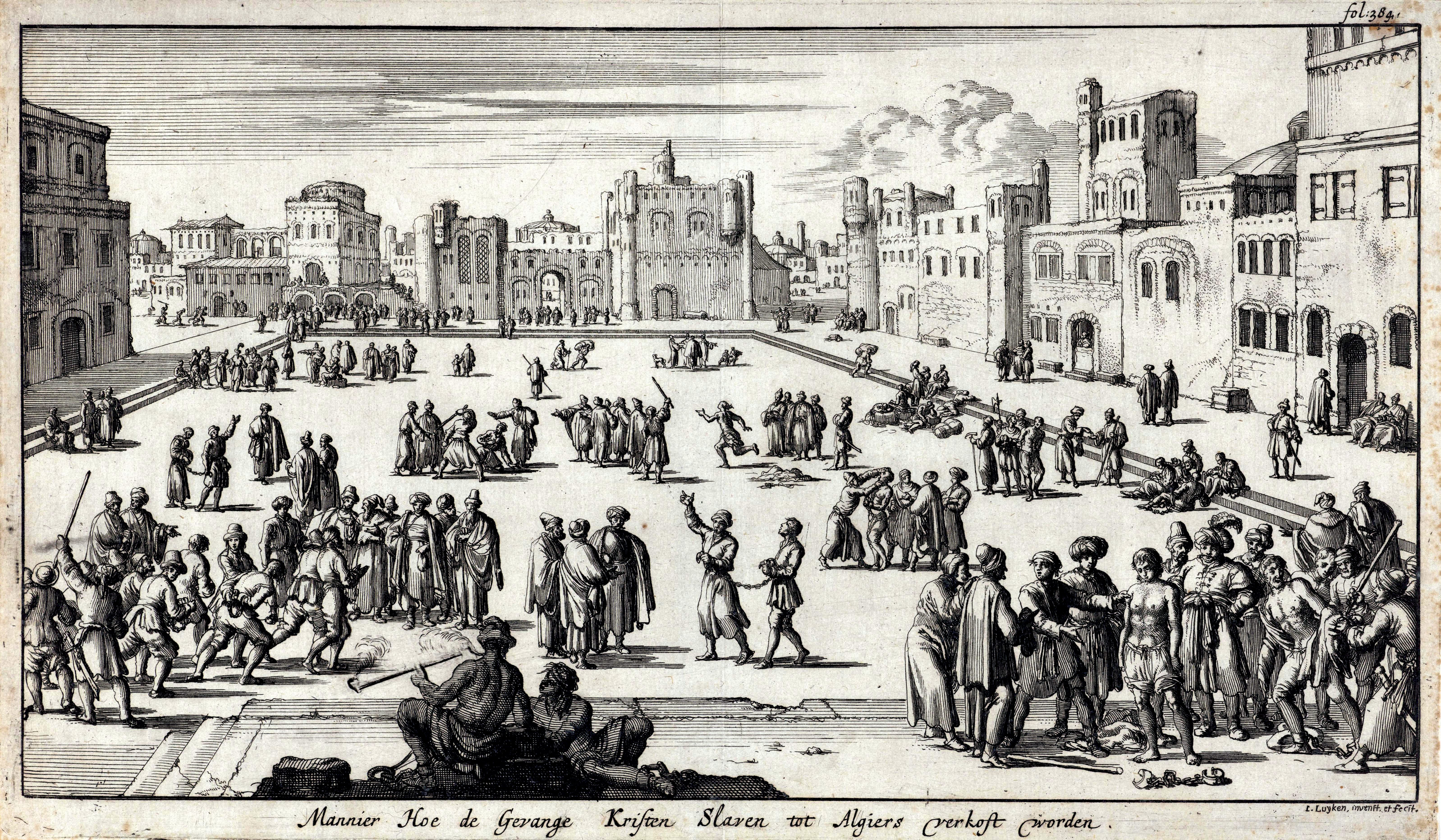
نحت هولندي قديم، عنوان اللوحة الأصلي: الطريقة التي كان يُباع بها السجناء المسيحيون كعبيد في سوق الجزائر العاصمة.

## دوافع وأهداف الجهاد البحري الإسلامي